# Vini Poncia
Vincent Poncia Jr. (né le 29 avril 1942), mieux connu sous le nom de Vini Poncia, est un musicien, compositeur et producteur américain. Il a entre autres souvent collaboré avec Ringo Starr.

## Vie et carrière

### Les années 1960
Dans les années 1960, Poncia a formé une équipe d'auteurs-compositeurs avec Peter Anders (née Peter Andreoli). Un album de chansons co-écrites par ces amis d'enfance, The Anders & Poncia Album, a été produit par Richard Perry et sorti en 1969. Leurs chansons ont été enregistrées par des artistes tels que les Ronettes, Bobby Bloom et Darlene Love. Anders et Poncia étaient également membres des groupes Trade Winds et The Innocence. Le premier single des Trade Winds, "New York is a Lonely Town", atteint la 32e place du classement Billboard Hot 100 en 1965.
En 1968, avec Frankie Meluso (alias Mell) et Peter Anders, Poncia a fondé MAP (Mell Anders Poncia) City Records à New York. Leur société comprenait un petit studio d'enregistrement amené d'un studio 3 pistes à quatre pistes (sur une Scully Machine) par leur ingénieur en chef, Peter H. Rosen, qui a enregistré seize albums avant la dissolution de la société en 1970.

### Les années 1970
Au cours des années 1970, Poncia est devenu le co-auteur de Ringo Starr et est apparu sur plusieurs de ses albums solo : Ringo (1973), Goodnight Vienna (1974), Ringo's Rotogravure (1976), Ringo the 4th (1977) et Bad Boy (1978).[4] Il a également produit des albums pour Melissa Manchester et l'album Portrait de Lynda Carter en 1978. En tant qu'auteur-compositeur, il a écrit des chansons pour Jackie DeShannon, Martha Reeves et Tommy James. Poncia est également répertorié comme co-auteur de "You Make Me Feel Like Dancing" avec Leo Sayer. Il a également été le producteur des albums des Faragher Brothers, Open Your Eyes (1978) et The Faraghers (1979).
En 1978, il produit l'album solo de Peter Criss en 1978. À l'instigation de Criss, Poncia a été amenée à produire l'album Dynasty de Kiss en 1979 et a co-écrit leur chanson à succès I Was Made for Lovin' You de cet album.

### Les années 1980
Poncia a également produit un autre album de Kiss, Unmasked des années 1980. Il a chanté des voix de sauvegarde et a aidé à l'écriture de chansons sur les deux albums, ayant huit crédits de co-écriture sur Unmasked.
En 1981, il produit l'album Turn Out The Lights pour le groupe Tycoon.
Poncia a également produit le groupe rock de Detroit Adrenalin et leur chanson "Road of the Gypsy", du film Iron Eagle en 1985. Il a également produit DC Drive et leur album éponyme en 1991. Poncia a produit le deuxième album solo de Peter Criss, Let Me Rock You de 1982, et il a été crédité comme co-auteur de cinq chansons sur l'album de Kiss en 1989, Hot in the Shade.

## Producteur
- 1978 : Peter Criss
- 1979 : Dynasty (Kiss)
- 1980 : Unmasked (Kiss)

## Compositeur
- 1978 : La Femme libre (titre : You Make Me Feel Like Dancing)
- 1979 : Les Guerriers de la nuit (titre : Love is a Fire)
- 2001 : Moulin Rouge (titre : Elephant Love Medley)
- 2003 : Mon boss, sa fille et moi (titre : You Make Me Feel Like Dancing)